# Малая Сухая (деревня)
Ма́лая Суха́я — деревня в Нукутском районе Усть-Ордынского Бурятского округа Иркутской области России. Входит в муниципальное образование «Алтарик». На сайте муниципалитета Малая Сухая не указывается в числе населённых пунктов.

## География
Деревня расположена к востоку от села Алтарик; учитывается как улица в Алтарике.